# Olympische Jugend-Sommerspiele 2018/Teilnehmer (Rumänien)
| Gelbes Symbol für Goldmedaillen mit stilisierten Olympischen Ringen | Graues Symbol für Silbermedaillen mit stilisierten Olympischen Ringen | Braundes Symbol für Bronzemedaillen mit stilisierten Olympischen Ringen |
| ------------------------------------------------------------------- | --------------------------------------------------------------------- | ----------------------------------------------------------------------- |
| 2                                                                   | 3                                                                     | 3                                                                       |

Die Jugend-Olympiamannschaft aus Rumänien für die III. Olympischen Jugend-Sommerspiele vom 6. bis 18. Oktober 2018 in Buenos Aires (Argentinien) bestand aus 34 Athleten.

## Athleten nach Sportarten

### Basketball
Mädchen
- Sonia Alexandra Cazacu
- Maria Ferariu
- Ilinca Sofia Paun
- Carla Popescu

### Fechten
| Mädchen - Diana Rebeca Candescu | Jungen - Andrei Pastin |

### Gewichtheben
| Mädchen - Sabina Baltag Gold Klasse bis 53 kg - Mihaela Valentina Cambei Bronze Klasse bis 48 kg | Jungen - Emanuel Marian Danciu |

### Judo
| Mädchen - Giorgia Barbara Hagianu | Jungen - Iosif Adrian Sulca Gold Klasse bis 81 kg |

### Leichtathletik
| Mädchen - Daniela Vasile - Adina Cîrciogel - Bianca Toader | Jungen - Razvan Carare - Cristian Voicu |

### Ringen
Mädchen
- Amina Roxana Capezan

### Rudern
| Mädchen - Alina-Maria Baleţchi - Tabita Maftei Bronze Zweier | Jungen - Florin Arteni-Fintinariu - Alexandru-Laurentiu Danciu Silber Zweier |

### Schießen
Mädchen
- Daria-Olimpia Haristiade

### Schwimmen
| Mädchen - Maria Claudia Gadea - Ingrid Huszar | Jungen - Daniel Cristian Martin Silber 100 m Rücken Silber 200 m Rücken - George Adrian Ratiu |

### Tennis
| Mädchen - Selma Stefania Cadar | Jungen - Filip Cristian Jianu |

### Tischtennis
| Mädchen - Andreea Dragoman Bronze Einzel | Jungen - Cristian Pletea |

### Turnen
| Mädchen - Ana-Maria Puiu - Denisa Stoian | Jungen - Gabriel Burtanete |

### Wasserspringen
Jungen
- Aurelian Dragomir
Mixed: 9. Platz (mit Uljana Kljujewa  Russland)